# Ramon Fernandez
Ramon Fernandez, född 18 mars 1894, död 3 augusti 1944, var en fransk litteraturkritiker.
Ramon Fernandez var av sydamerikansk härkomst och debuterade med Messages (1926), där han, grundligt filosofiskt utbildad, som lärjunge till Léon Brunschvicg och John Henry Newman studerade förhållandet mellan litteratur och moral. I De la personnalité (1928), Moralisme et littérature (1932, tillsammans med J. Riviève) och L'homme est-il humain? (1936) utvecklade han dessa synpunkter till att omfatta den samtida politiken. I anslutning härtill och som ledande kritiker i tidskriften La nouvelle revue française formulerade Fernandez ett uppmärksammat nyhumanistiskt program. Han författade även studier över Molière (1929), André Gide (1931), Marcel Proust (1943) och Maurice Barrès (1943), samt romanerna Le pari (1932) och Les violents (1935). 1943 utkom Itinéraires français.